# Ricardo Vidal
Ricardo Jamin Vidal (1931–2017) là một hồng y người Philippines của Giáo hội Công giáo Rôma. Ông nguyên là Tổng giám mục Tổng giáo phận Cebu, Tổng giáo phận Lipa và Chủ tịch Hội đồng Giám mục Philippines.

## Tiểu sử
Hồng y Vidal sinh ngày 6 tháng 2 năm 1931 tại Mogpog, thuộc Giáo phận Lucena, Philippines. Sau quá trình tu học khá dài, ngày 17 tháng 3 năm 1956, ông được truyền chức linh mục cho Giáo phận nơi ông sinh ra, bởi Giám mục Alfredo Maria Obviar y Aranda, Giám mục Phụ tá Tổng giáo phận Lipa, cũng đang là Giám quản Tông Tòa Giáo phận Lucena.
Ngày 10 tháng 9 năm 1971, Tòa Thánh loan tin bổ nhiệm linh mục Vidal làm Giám mục Phó Giáo phận Malolos, hiệu tòa Claternae. Lễ tấn phong cho giám mục tân cử được cử hành sau đó ít lâu vào ngày 30 tháng 11 cùng năm, với phần nghi thức tấn phong do ba giáo sĩ đảm trách gồm Chủ phong là Tổng giám mục Carmine Rocco, Sứ thần Tòa Thánh tại Philippines; hai giáo sĩ phụ phong gồm có Godofredo Pedernal Pisig, Giám mục chính tòa Giáo phận Borongan và Giám mục Rafael Montiano Lim, giám mục chính tòa Giáo phận Laoag. Tân giám mục chọn khẩu hiệu đời giám mục là: Viam veritatis elegi.
Ngày 22 tháng 8 năm 1973, Tòa Thánh bất ngờ thăng Giám mục Vidal làm Tổng giám mục Tổng giáo phận Lipa. Tấm năm sau, ngày 13 tháng 4 năm 1981, Tòa Thánh thuyên chuyển Tổng giám mục Vidal làm Tổng giám mục Tổng giáo phận Cebu. Trong Công nghị Hồng y 1985, Giáo hoàng Gioan Phaolô II đã vinh thăng Tổng giám mục Vidal tước vị Hồng y nhà thờ Santi Pietro e Paolo a Via Ostiense. Từ năm 1985 đến năm 1987, ông còn là Chủ tịch Hội đồng Giám mục Philippines.
Ngày 15 tháng 10 năm 2010, ông về hưu theo Giáo luật về tuổi tác. Hồng y Vidal qua đời ngày 18 tháng 10 năm 2017, thọ 87 tuổi.
Trong các chuyến viếng thăm Tòa Thánh mà hồng y Vidal từng được tham dự gồm có Công nghị hồng y 1985, Mật nghị Hồng y 2005 chọn Giáo hoàng Biển Đức XVI, chuyến viếng thăm Ad Limina tháng 2 năm 2011 với giám mục đoàn Philippines. Hồng y Vidal mất quyền tham dự Mật nghị Hồng y 2013, bởi đã quá tuổi định mức là 80 cho phép.